# Christuskirche (Bayreuth)

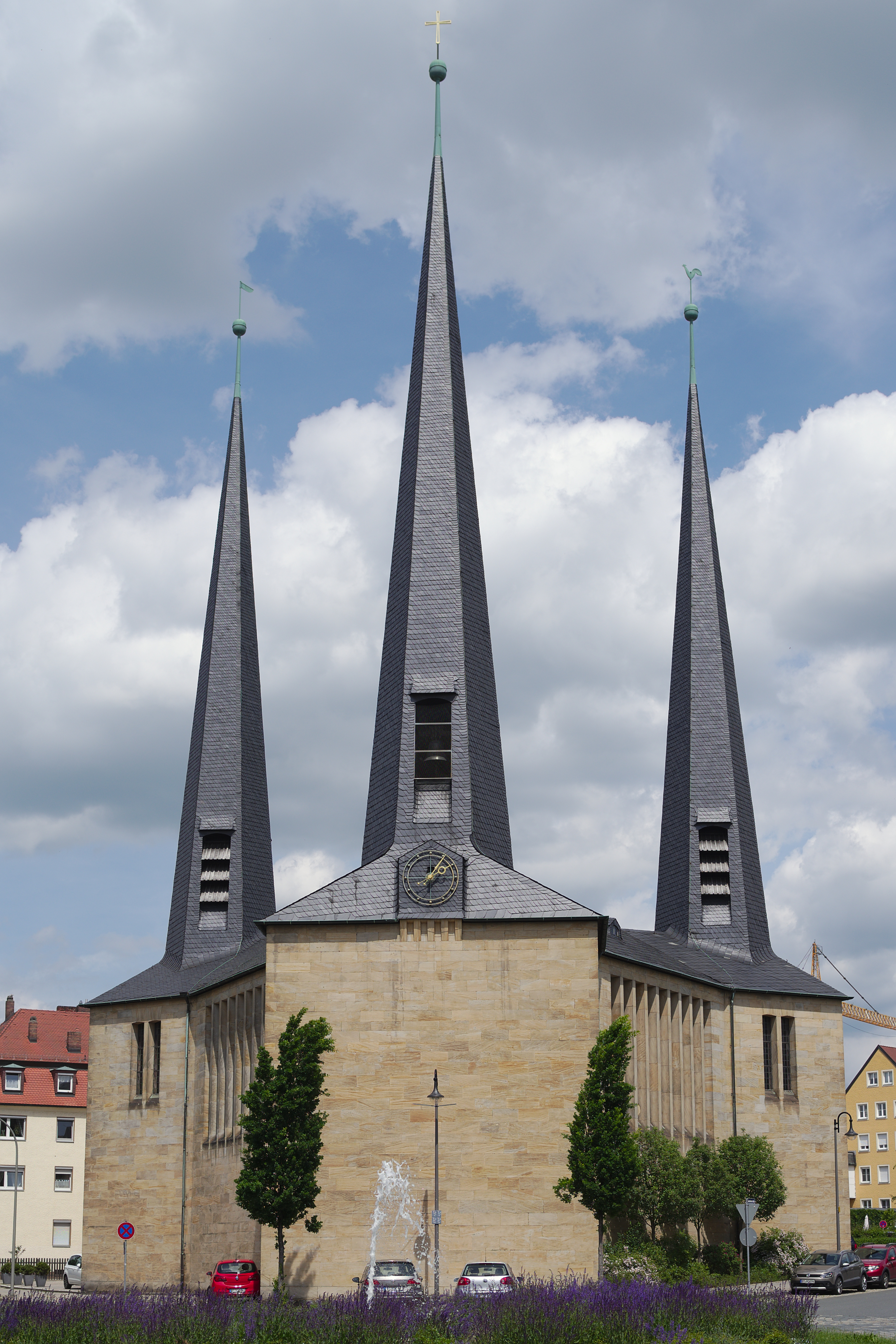
Christuskirche

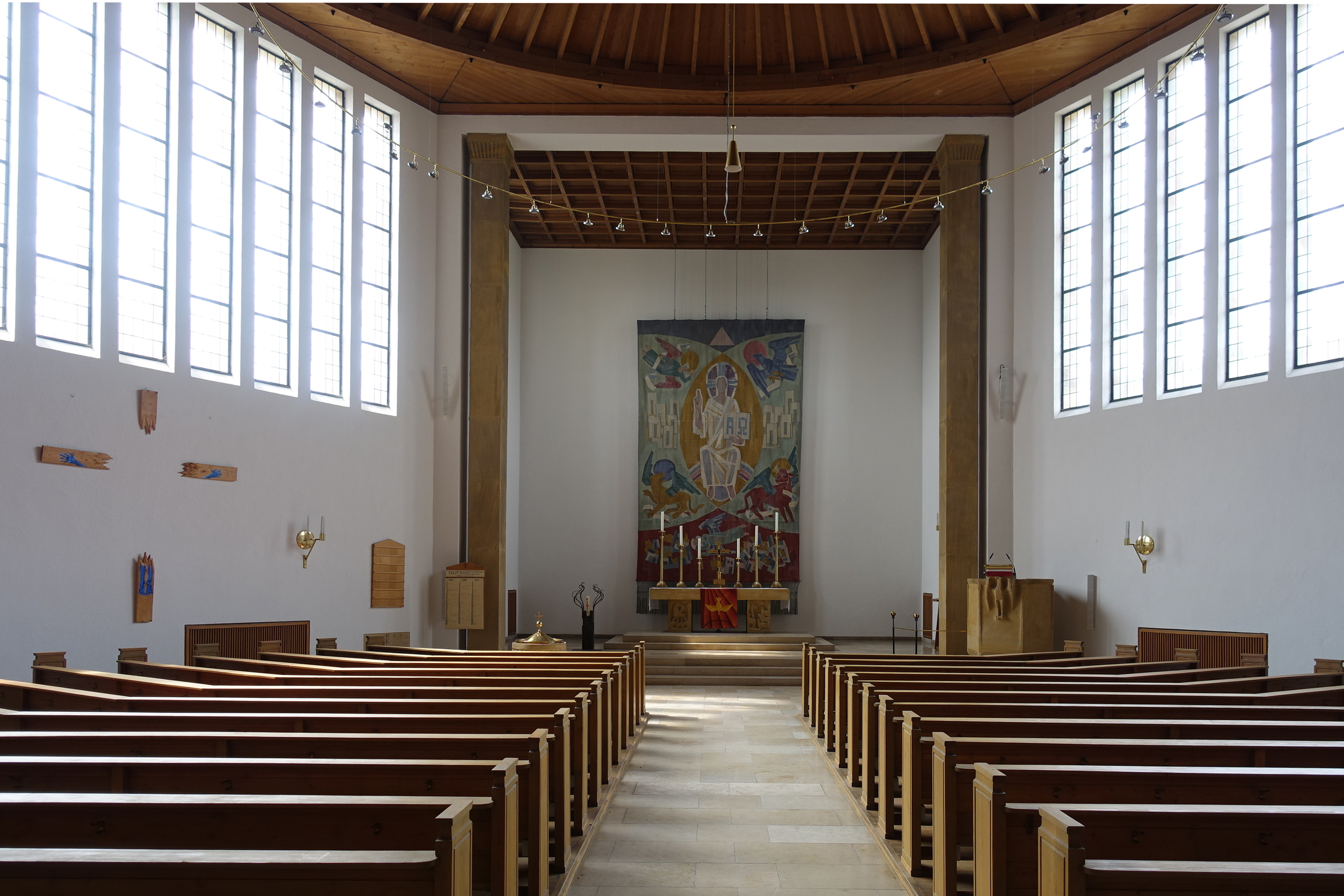
Innenansicht

Die evangelisch-lutherische Christuskirche in Bayreuth steht am Wilhelmsplatz zwischen Goethestraße und Nibelungenstraße. Sie wurde am 6. Mai 1956 eingeweiht und steht unter Denkmalschutz.

## Geschichte
Die Planungen für einen Kirchenbau in diesem Stadtteil gehen auf das Ende des 19. Jahrhunderts zurück. 1899 wurde ein Kirchenbauverein gegründet und ein Grundstück erworben. Während des Ersten Weltkrieges wurden die Pläne zurückgestellt. Die Inflation vernichtete die bisher gesammelten Spenden. In den letzten Tagen des Zweiten Weltkrieges wurde der Stadtteil um den Wilhelmsplatz stark zerstört. Die Häuser auf den drei Grundstücken, auf dem jetzt die Christuskirche mit dem Pfarrhaus steht, wurden am 5. April 1945 zerstört. Die Trümmergrundstücke wurden erworben und der Architekt Karl Pfeiffer-Haardt mit der Planung eines Kirchengebäudes und Pfarrhauses beauftragt. Am 7. November 1953 erfolgte die Grundsteinlegung. Im Jahr 1958 erfolgte die Trennung von der Kirchengemeinde St. Georgen.

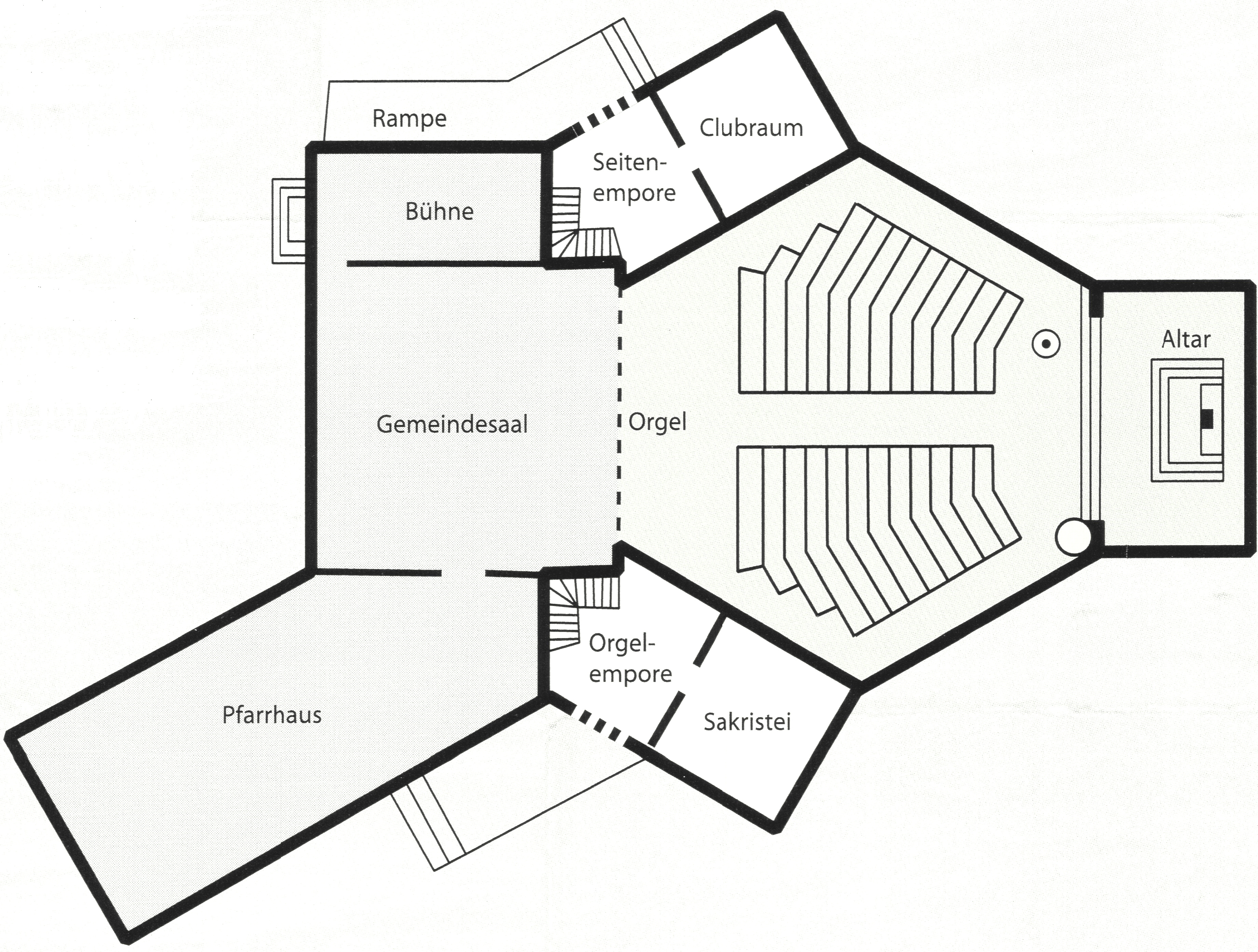
Grundriss der Christuskirche

## Baubeschreibung
Eigentlich müsste diese Kirche „Dreieinigkeitskirche“ heißen, da die Zahl „Drei“ in vielen Details des Bauwerks wiederkehrt. Vor allem prägen die drei Turmspitzen den Bereich zwischen der Bayreuther Innenstadt und dem Richard-Wagner-Festspielhaus. Der Grundriss des Kirchsaals entspricht einem sechseckigen Zentralbau. Die hohen Außenwände aus Sandstein schirmen das Innere vom Straßenlärm des Kreisverkehrs des Wilhelmsplatzes ab. An zwei Seiten sind hochliegende kleine Fenster. An den anderen vier Seiten befinden sich Anbauten: Die rechteckige Apsis, über der sich eine der drei Turmspitzen befindet; ihr gegenüber steht der Baukörper für den Gemeindesaal, flankiert mit dem Baukörper für Sakristei und Orgelempore, der eine weitere Turmspitze trägt, und mit dem Baukörper für den Clubraum und die Seitenempore, über dem sich ebenfalls eine Turmspitze erhebt.
Kirchsaal und Gemeindesaal sind durch eine hölzerne Falttür getrennt. Wird sie geöffnet, stehen für den Gottesdienst etwa 150 zusätzliche Sitzplätze zur Verfügung.

## Ausstattung

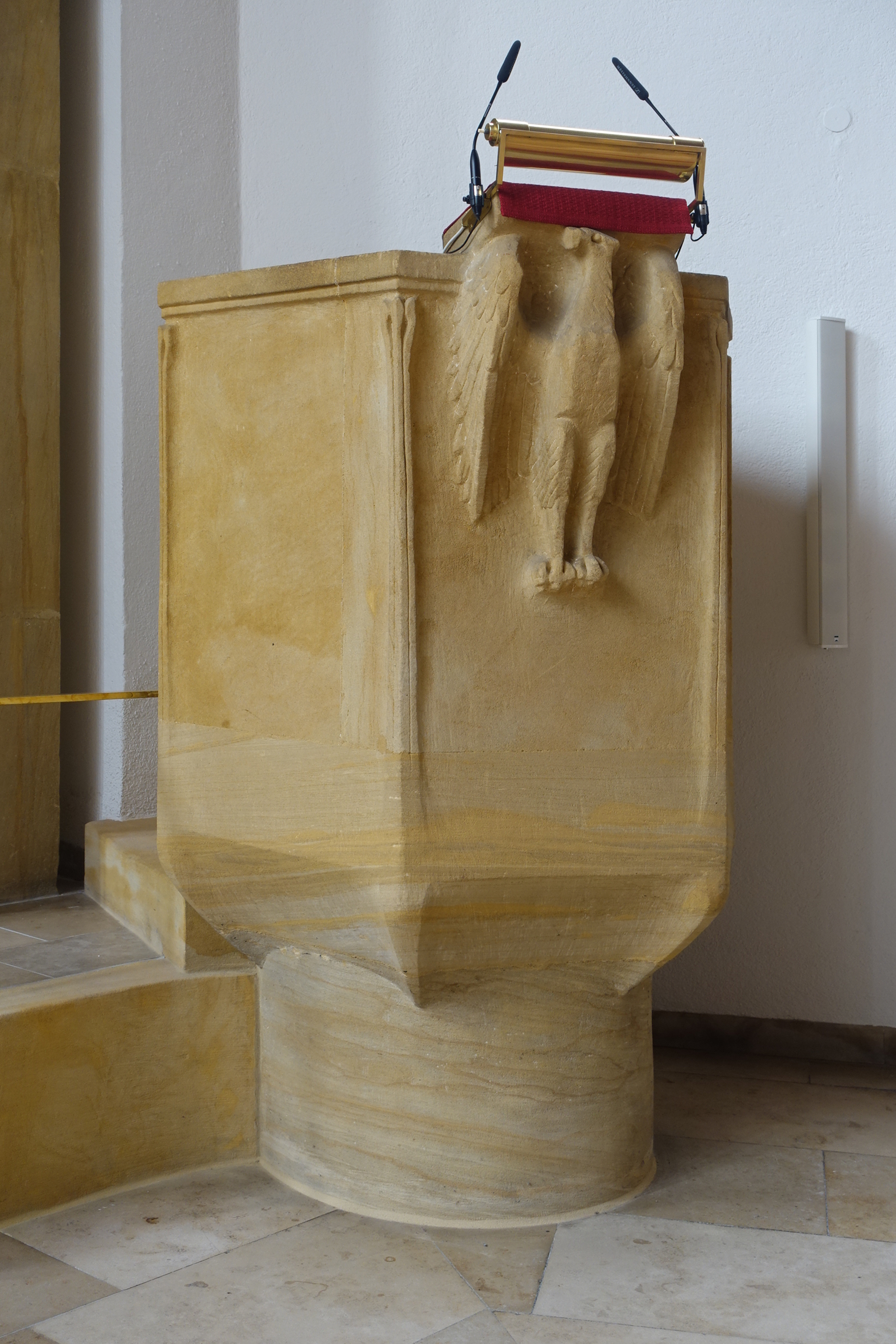
Kanzel

Der Altar besteht aus einer Platte aus Sandstein auf zwei Blöcken als Füße, ebenfalls aus Sandstein. Letztere sind mit Reliefs verziert, die das Heilige Abendmahl symbolisieren. Das linke Relief zeigt einen Pelikan, ein altchristliches Symbol, das rechte zeigt Schafe und einen Hirtenstab, der in Form einer Hostie ausläuft.
Das Altarkreuz ist in Kupfer geschmiedet und vergoldet. Der geschnitzte Korpus aus Ebenholz wurde später hinzugefügt. An den vier Enden des Kreuzes sind die vier Evangelisten Matthäus, Markus, Lukas und Johannes zu sehen. Sie tragen jeweils eine Schriftrolle.
Seit dem Erntedankfest 1966 hängt an der Altarwand ein Wandteppich, in dessen Mittelpunkt der auferstandene Christus steht. Er thront auf dem Regenbogen über der Weltkugel. Der Entwurf stammt von Rudolf Yelin.
Die Kanzel steht dicht vor den Kirchenbänken. Gottes Wort soll den Menschen nahe kommen. Verziert ist sie mit einem Adler, der nach altchristlicher Überlieferung Christus symbolisiert. Der Taufstein vor den Stufen zum Altarraum wurde von Rolf Nida-Rümelin geschaffen. Der Taufsteindeckel schließt ab mit dem Kreuz auf der Weltkugel. Der Osterleuchter wurde zum Osterfest 2002 der Kirchengemeinde überreicht.
An der linken Wand des Kirchenschiffes hängt ein Kreuz mit dem Titel Verlust der Mitte. Auf vier einzelnen Brettern, Bruchstücken eines Kreuzes, lassen sich zwei Hände und zwei Füße erkennen, die jeweils mit einem plastisch hervortretenden Nagel durchbohrt sind. Die Gestalt, die sich bei einem Kruzifix in der Mitte befindet, fehlt.

## Orgel

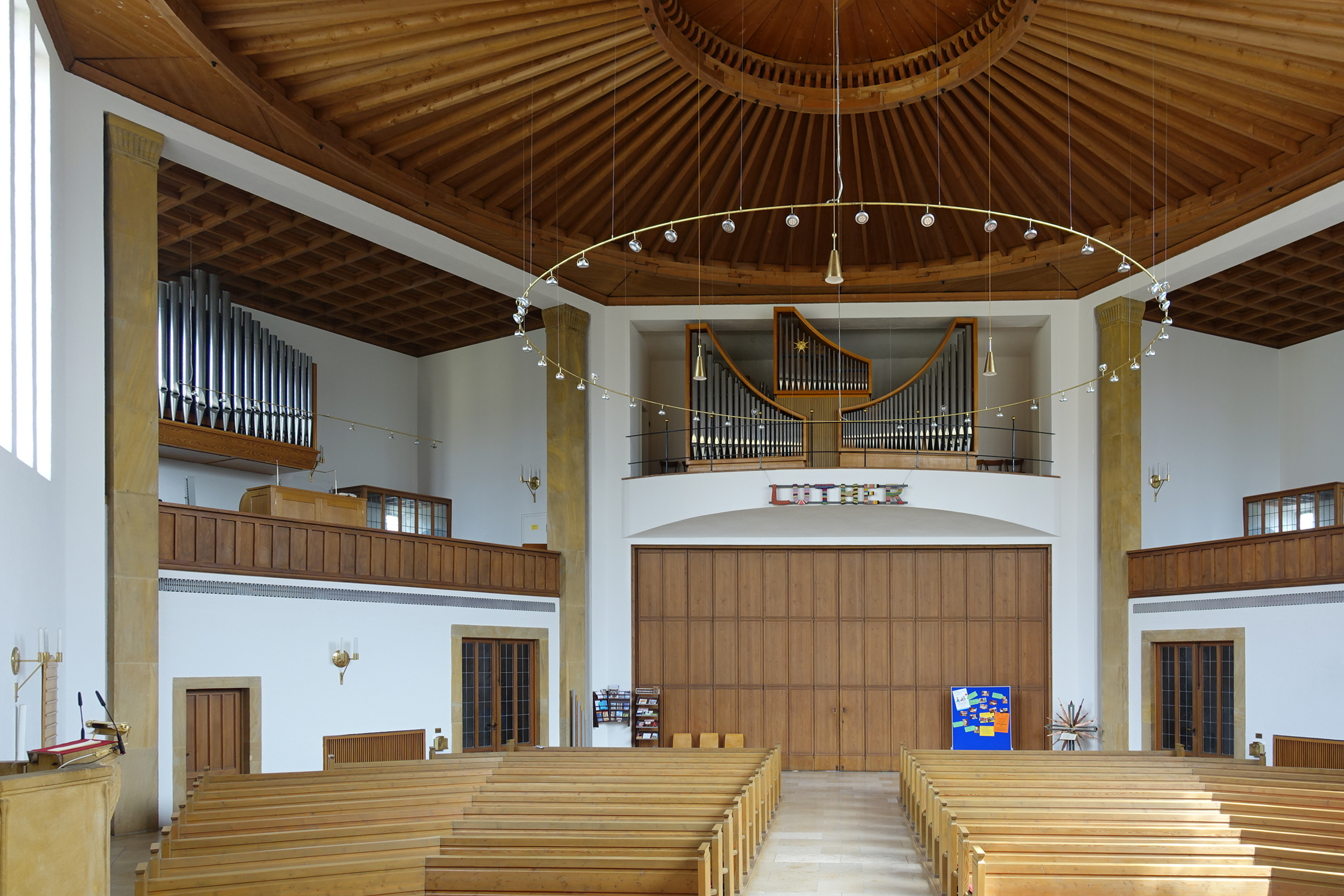
Orgel

Die Orgel wurde in zwei Bauabschnitten von Orgelbau Friedrich Weigle erbaut. Das Schwellwerk mit acht Registern und einem Register für das Pedal samt Spieltisch wurden am 14. Februar 1960 auf der rechten Seitenempore in Betrieb genommen. Am 3. Mai 1964 wurde die Orgel mit Hauptwerk, Oberwerk und Pedalwerk und nunmehr allen klingenden Registern auf der Empore gegenüber dem Altar vollendet. Den Prospekt entwarf Walter Supper. Im April 1988 wurde die Orgel mit einem Zimbelstern ergänzt.
Nachstehend die Disposition:
| Hauptwerk C-g3 |             |        |
| 1.             | Quintade    | 16′    |
| 2.             | Principal   | 08′    |
| 3.             | Rohrflöte   | 08′    |
| 4.             | Oktave      | 04′    |
| 5.             | Spitzflöte  | 04′    |
| 6.             | Nasat       | 02 ⁄3′ |
| 7.             | Schwiegel   | 02′    |
| 8.             | Mixtur IV–V | 01 ⁄3′ |
| 9.             | Trompete    | 08′    |

| Oberwerk C-g3 |             |         |
| 10.           | Grobgedackt | 08′     |
| 11.           | Quintade    | 08′     |
| 12.           | Prästant    | 04′     |
| 13.           | Blockflöte  | 04′     |
| 14.           | Oktave      | 02′     |
| 15.           | Terzian II  | 01 3⁄5′ |
| 16.           | Zimbel III  | 01⁄3′   |
|               | Tremulant   |         |

| Schwellwerk C-g3 |                  |        |
| 17.              | Holzoktave       | 08′    |
| 18.              | Weidenpfeife     | 08′    |
| 19.              | Prinzipal        | 04′    |
| 20.              | Koppelflöte      | 04′    |
| 21.              | Waldflöte        | 02′    |
| 22.              | Kleinkornett III | 02 ⁄3′ |
| 23.              | Scharf V         | 01′    |
| 24.              | Schalmey         | 08′    |
|                  | Tremulant        |        |

| Pedal C-f1 |                   |     |
| 25.        | Subbass           | 16′ |
| 26.        | Oktavbass         | 08′ |
| 27.        | Gedacktpommer     | 08′ |
| 28.        | Choralbass        | 04′ |
| 29.        | Nachthorn         | 02′ |
| 30.        | Rauschpfeife V    | 04′ |
| 31.        | Lieblich Posaune  | 16′ |
| 32.        | Clarine           | 04′ |
|            | Pedal Schwellwerk |     |
| 33.        | Metallgedackt     | 16′ |

Neben dem Taufstein steht eine Chororgel mit fünf klingenden Registern von der Firma G. F. Steinmeyer & Co. Sie kommt bei Konzerten oder besonderen Gottesdiensten die zum Einsatz.